# Indigofera homblei
Indigofera homblei là một loài thực vật có hoa trong họ Đậu. Loài này được Baker f. & Martin miêu tả khoa học đầu tiên.